# Новоивановка (Криворожский район)
Новоивановка (укр. Новоіванівка) — село,
Глееватский сельский совет,
Криворожский район,
Днепропетровская область,
Украина.
Код КОАТУУ — 1221882004. Население по переписи 2001 года составляло 399 человек.

## Географическое положение
Село Новоивановка находится на расстоянии в 1 км от села Красная Балка и города Кривой Рог.
По селу протекает пересыхающий ручей с запрудой.